# امباتوندراکالاوائو
امباتوندراکالاوائو (به لاتین: Ambatondrakalavao) یک سکونتگاه مسکونی در ماداگاسکار است که در واکینانکاراترا واقع شده‌است.

## خصوصیات
امباتوندراکالاوائو ۱۳٬۰۰۰ نفر جمعیت دارد و ۱٬۵۶۳ متر بالاتر از سطح دریا واقع شده‌است.